# Músicas Para Louvar ao Senhor
Músicas Para Louvar ao Senhor é o primeiro álbum ao vivo do Padre Marcelo Rossi, lançado em setembro de 1998 pela gravadora PolyGram. Foi gravado nos dias 18 e 19 de julho de 1998, durante as missas realizadas no Santuário Terço Bizantino (atual Santuário Nossa Senhora Mãe de Deus), localizado na cidade de São Paulo. O álbum obteve mais de 3.300.000 cópias vendidas no Brasil, conquistando o disco triplo de diamante e se tornando um dos mais vendidos do país e o segundo mais vendido da história da música brasileira, o primeiro lugar pertence à Xuxa com o Xou da Xuxa 3, que vendeu cerca de 5.000.000 cópias. As canções "Basta Querer" (regravação do cantor evangélico Carlinhos Felix), "Erguei as Mãos / Senhor Tem Muitos Filhos" e "Anjos de Deus" foram umas das mais tocadas nos anos de 1998 e 1999, sendo que as duas últimas se tornaram canções assinaturas de Rossi. O álbum também foi responsável por repopularizar a Renovação Carismática Católica no Brasil.

## Faixas
| N.º            | Título | Compositor(es) | Duração |  |
| 1.             | "Quero Mergulhar Nas Profundezas" | Timbó | 3:16    |  |
| 2.             | "Corsa" | Benedito Carlos | 3:39    |  |
| 3.             | "Espírito" | Júlio Figueiró Júnior | 5:03    |  |
| 4.             | "Basta Querer" | Jorge Guedes | 5:08    |  |
| 5.             | "Senhor, Põe Teus Anjos Aqui" | Tradicional (adaptação: Padre Marcelo Rossi) | 2:39    |  |
| 6.             | "Mãe, Mãe, Mãe" | Célio Peres Esteves | 4:37    |  |
| 7.             | "Reunidos Aqui" | Tradicional (adaptação: Padre Marcelo Rossi) | 1:03    |  |
| 8.             | "Anjos de Deus" | Elizeu Gomes | 4:57    |  |
| 9.             | "Quem é Esta Que Avança Como a Aurora" | Domingos Sávio Oliveira | 2:54    |  |
| 10.            | "Palmas Para Jesus" | Tradicional (adaptação: Padre Marcelo Rossi) | 2:08    |  |
| 11.            | "A Alegria (Aeróbica do Senhor)" | Tradicional (adaptação: Padre Marcelo Rossi) | 4:05    |  |
| 12.            | "Pot-Pourri Festinha Para Jesus: Eu Tenho Um Barco / O Nome de Jesus é Doce / Dê um Sorriso Só / Senhor Me Queima / Desde o Nascer Ao Pôr-do-Sol / Quem é Este Povo" | Tradicional (adaptação: Padre Marcelo Rossi); Tradicional (adaptação: Padre Marcelo Rossi); Tradicional (adaptação: Padre Marcelo Rossi); Tradicional (adaptação: Padre Marcelo Rossi); Marta Simone; Tradicional (adaptação: Padre Marcelo Rossi) | 5:23    |  |
| 13.            | "Erguei as Mãos / Senhor Tem Muitos Filhos" | Tradicional (adaptação: Padre Marcelo Rossi); Tradicional (adaptação: Padre Marcelo Rossi) | 4:51    |  |
| Duração total: | Duração total: | Duração total: | 49:47   |  |

## Créditos
- João de Freitas Coelho Neto – guitarra
- Jésus Álbano de Souza – guitarra
- Nelson Ricardo Quintal – baixo
- Romeu José Corsi – baixo
- Anderson Amaral Haro – bateria
- Daniel Romagado – teclados
- Antônio Carlos  – vocal de apoio
- Marcos Arthur  – vocal de apoio e projeto gráfico
- Márcia Rizzardi - vocal de apoio
- Maria Martha – vocal de apoio
- Egídio Conde – supervisão técnica, engenheiro de gravação e masterização
- Luiz Leme – engenheiro de gravação, edição e mixagem
- Julian Conde – assistente
- Fernando Conde – assistente
- Newton D'Ávila – mixagem e produção musical
- Wagner Malagrine – fotografia

## Versão em espanhol
Em 1999, Rossi lançou a versão em espanhol do álbum, intitulado Canciones Para Alabar al Señor.

## Charts
| Chart (1999)   | Posição |
| -------------- | ------- |
| Portugal (AFP) | 3       |

## Vendas e certificações
| País | Certificação | Vendas/distribuição |
| --- | ------------ | ------------------- |
| Brasil (ABPD) | 3× Diamante  | 3.328.468           |
| Portugal (AFP) | Ouro         | 20.000              |
| *vendas baseadas apenas na certificação ^distribuições baseadas apenas na certificação xdistribuições não-especificadas baseadas apenas na certificação |              |                     |